# Hooters Air
Hooters Air war eine US-amerikanische virtuelle Fluggesellschaft mit Sitz in Myrtle Beach, South Carolina.

## Geschichte
Die Fluggesellschaft wurde vom Besitzer der amerikanischen Fast-Food-Kette Hooters, Bob Brooks im Jahr 2002 gegründet. Er erwarb dazu die Charter-Linie Pace und ließ die Flugzeuge orangefarben umlackieren. Als Besonderheit waren auf allen Flügen neben der üblichen Crew jeweils zwei sogenannte Hooter-Girls anwesend, die die Gäste unterhielten und Marketing betrieben. Der Linien-Flugbetrieb wurde am 17. April 2006 eingestellt.